# Enaphalodes boyacanus
Enaphalodes boyacanus là một loài bọ cánh cứng trong họ Cerambycidae.